# Mravenčí polepšovna
Mravenčí polepšovna (v anglickém originále The Ant Bully) je americký animovaný film z roku 2006. Režisérem filmu je John A. Davis. Hlavní role ve filmu ztvárnili Zach Tyler Eisen, Julia Roberts, Nicolas Cage, Meryl Streep a Paul Giamatti.

## Obsazení
| Zach Tyler Eisen  | Lucas Nickle  |
| Julia Roberts     | Hova          |
| Nicolas Cage      | Zoc           |
| Meryl Streep      | královna      |
| Paul Giamatti     | Stan Beals    |
| Regina Kingová    | Kreela        |
| Bruce Campbell    | Fugax         |
| Lily Tomlin       | Mommo         |
| Cheri Oteri       | Doreen Nickle |
| Ricardo Montalban | šéf sněmu     |